# Lilaeopsis mauritiana
Lilaeopsis mauritiana är en flockblommig växtart som beskrevs av G.Petersen och Affolter. Lilaeopsis mauritiana ingår i släktet kryptungesläktet, och familjen flockblommiga växter. Inga underarter finns listade i Catalogue of Life.